# 세레소 오사카
세레소 오사카(일본어: セレッソ大阪 세렛소 오사카[*], Cerezo Osaka)는 일본 오사카부 오사카시와 사카이시를 연고로 하는 J리그 소속 축구팀이다. 팀명인 세레소는 스페인어로 '벚꽃'이란 뜻이며 오사카시의 시화(市花)를 상징한다.

## 역사

### 일본 사커 리그
1957년에 얀마 디젤 오사카공장 내 축구동호회로 시작했으며, 1965년에 출범한 JSL의 원년 멤버로 참가하게 된다. 이 후 JSL 우승 4회(1971년, 1974년, 1975년, 1980년), 천황배 우승 3회(1968년, 1970년, 1974년)를 기록하며 JSL의 대표적인 명문 팀으로 자리매김한다.
1993년에 얀마 디젤, 닛폰햄을 비롯한 오사카시 소재 17개 기업이 공동 출자한 세레소 오사카로 팀명을 변경했고, 1994년 JFL 우승으로 꿈의 J리그 승격을 이루어내어 1995시즌부터 J리그에서 활약하였다.

### J리그
J리그 승격 이후 하위권을 맴돌다가 1999년 황선홍이 득점왕에 오르는 활약으로 일약 J리그 종합순위 5위를 기록했고, 이듬해에는 전기리그 준우승을 비롯해 2년연속 종합순위 5위를 기록하며 J리그의 신흥강호로 떠올랐으나 2001시즌에는 전기리그 14위, 후기리그 16위의 부진한 성적으로 종합순위 16위를 기록해 J2로 강등된다.
2002년 J2리그 2위를 기록해 다시 J1으로 승격되었고, 2005시즌에서는 시즌 33라운드까지 오사카 라이벌 감바 오사카에 승점 1점 차로 선두를 달렸으나 시즌 최종전인 FC 도쿄 전에서 페널티 킥을 실축하며 2:2로 비긴 탓에 같은 시간 승리를 따낸 감바 오사카에게 승점 1점 차로 우승을 내주고 5위로 추락한다. 그러나 2006년도에는 종합순위 17위의 부진한 성적으로 인해 다시 J2로 강등되었으나 2009년 2위를 기록하여 4년 만에 J1리그로 승격하였다. 재승격한 첫해 남은 4경기를 전승하는 뒷심을 발휘, 가시마 앤틀러스를 4위로 밀어내고 팀 역사상 최초로 AFC 챔피언스리그에 진출하게 되었다.
2014년 세레소 오사카는 17위를 기록하며, 다시 J2리그로 강등되었다. 15시즌, 16시즌을 J2에서 보내고, 두 시즌만에 J1으로 다시 복귀했다. 2017 시즌을 준비하면서, 구단에서 활약했던 대한민국의 윤정환
감독이 선임되었다. 이 해에는 J리그컵을 우승하면서, 구단 최초의 일본 메이저 대회 트로피를 들어올렸다.
한편,  2016년부터 프로 U-23 팀의 J3 등록이 허락됨에 따라 지역 라이벌  감바 오사카 U-23과 함께 U-23팀이 J3에 참가했으나  J3으로 진출하는 JFL 팀이 늘어남에 따라 2020년을 끝으로 U-23팀의 참가 중단이 확정됐고 2021년부터 참가하지 않는다.

## 상징

### 상징 색
세레소의 상징 색은 구단 명의 벚꽃에서 따온 분홍색이다. 함께 쓰이는 색은 보통 남색이나 검은색이다.

### 마스코트
주(主) 마스코트는 늑대인 로비(Lobby)이다. 로비의 전체 이름은 Noble Valiente Hache Lobito de Cerezo로, 스페인어로 이루어져 있다. 뜻은 "좋은 혈통을 가진 세레소 가문에서 온 충직하고 용감한 늑대의 아들"이다.
또다른 마스코트는 마다메 로비나(Madame Lobina)로, 로비의 어머니이다. 그녀의 전체 이름은 Elegante Esplendida Madame Lobina de Cerezo로, 뜻은 "좋은 혈통을 가진 세레소 가문에서 온 상하고 화려한 늑대 부인"이다.

## 라이벌 관계

### 오사카 더비
세레소의 가장 큰 라이벌은 연고지를 공유하는 감바 오사카이다. 이 둘의 경기를 일컬어 오사카 더비라고 한다.

## 우승 기록

### 일본 국내 대회
- 일본 사커 리그

우승 (4): 1971, 1974, 1975, 1980
- 천황배

우승 (4): 1968, 1970, 1974, 2017
- J리그컵

우승 (1): 2017
- 후지 제록스 슈퍼컵

우승 (1): 2018
- 재팬 풋볼 리그

우승 (1): 1994

## 대중문화 속의 세레소 오사카
일본 만화 캡틴 츠바사에서 기스기 뎃페이라는 캐릭터는 세레소 오사카의 선수로 묘사된다.

## 선수 명단

### 현역
참고: FIFA 자격 규정에 따라 소속된 국가대표팀 국기를 표시합니다. 선수는 복수의 FIFA 비회원국 국적을 가지고 있을 수 있습니다.
| 번호 | 포지션 | 국적 | 이름                        |
| ---- | ------ | ---- | --------------------------- |
| 1    | GK     |      | 양한빈                      |
| 9    | FW     |      | 레오나르도 드 수사 페레이라 |

| 번호 | 포지션 | 국적 | 이름              |
| ---- | ------ | ---- | ----------------- |
| 21   | GK     |      | 김진현            |
| 27   | MF     |      | 카픽사바          |
| 55   | MF     |      | 루카스 페르난데스 |
| 77   | MF     |      | 비토르 부에노     |

## 역대 감독
| 감독              | 임기        |
| ----------------- | ----------- |
| 요시무라 다이시로 | 1990 ~ 1993 |
| 레비르 쿨피       | 2012        |
| 란코 포포비치     | 2014        |
| 마르코 페차이올리 | 2014        |
| 윤정환            | 2017~2018   |
| 미겔 앙헬 로티나  | 2019~2020   |
| 코기쿠 아키오     | 2021~       |